# Sztuka tworzona przez zwierzęta

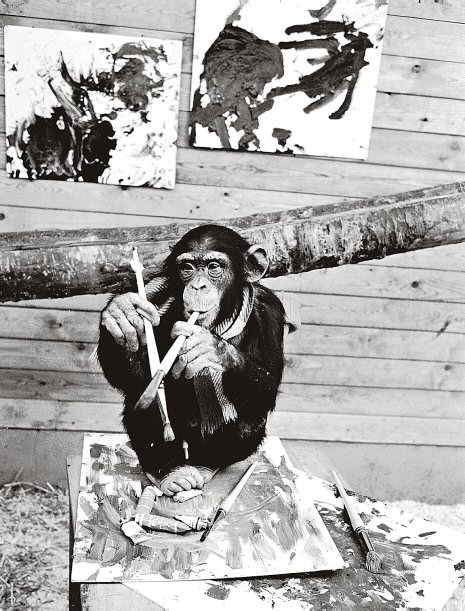
Pierre Brassau

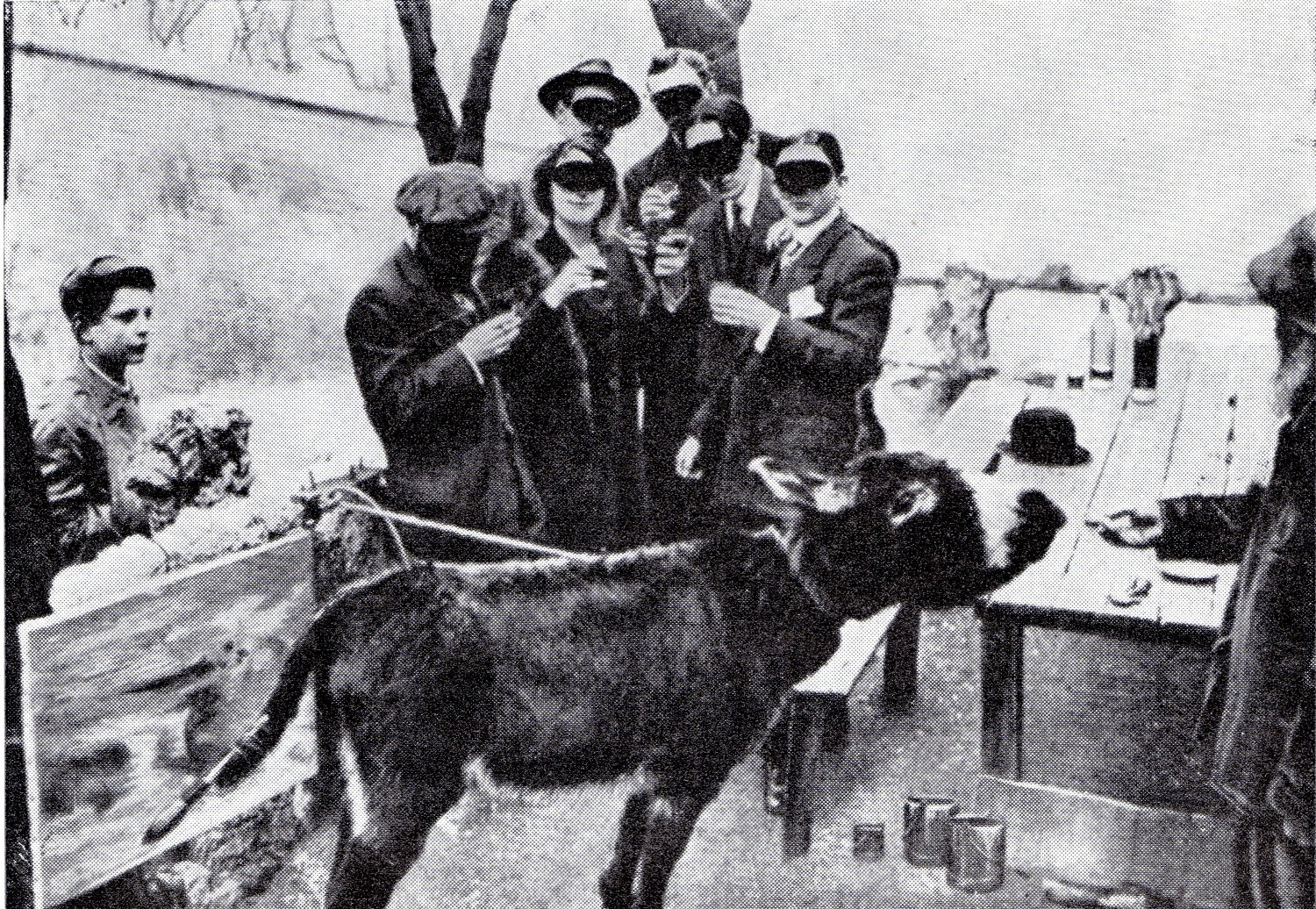
Sprawa Boronaliego

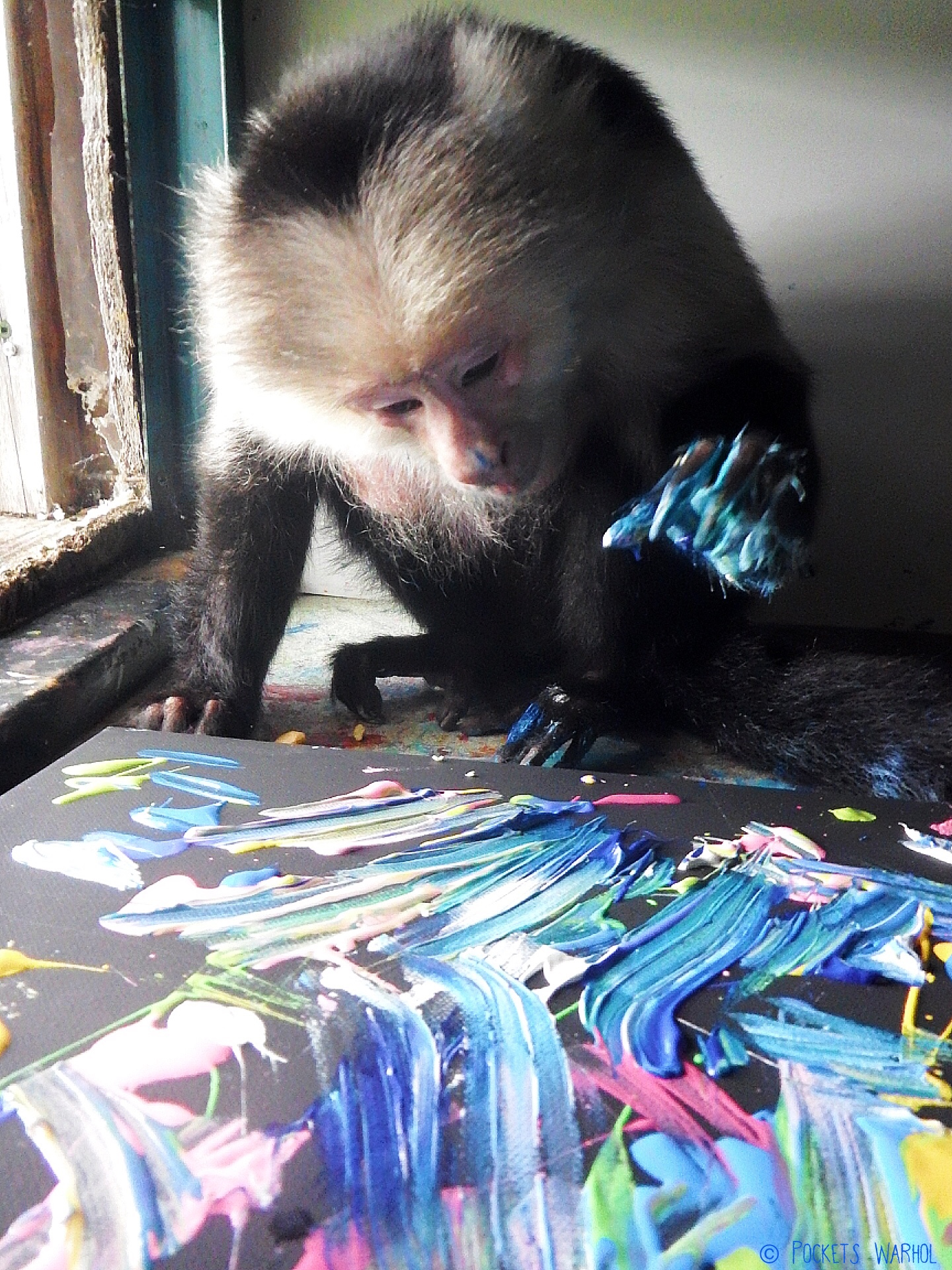
Kapucynka malująca obraz

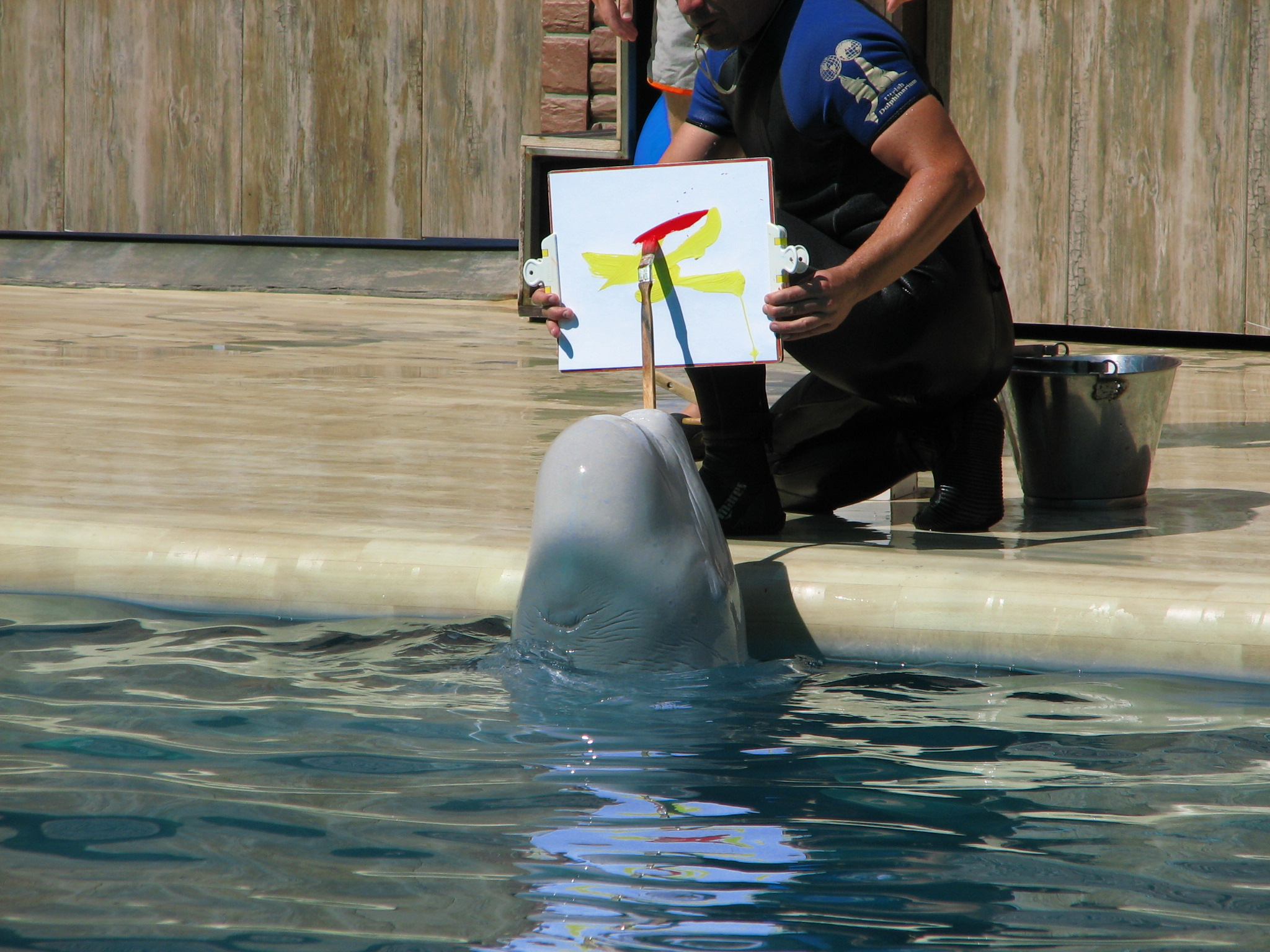
Białucha arktyczna malująca obraz

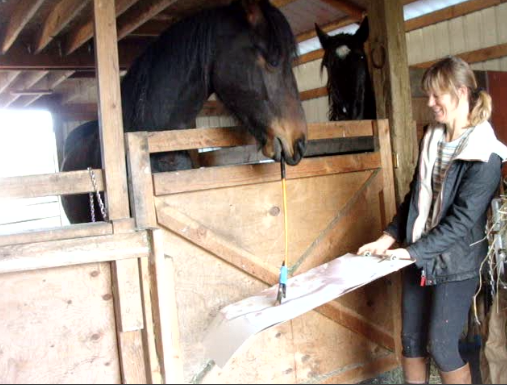
Koń malujący obraz

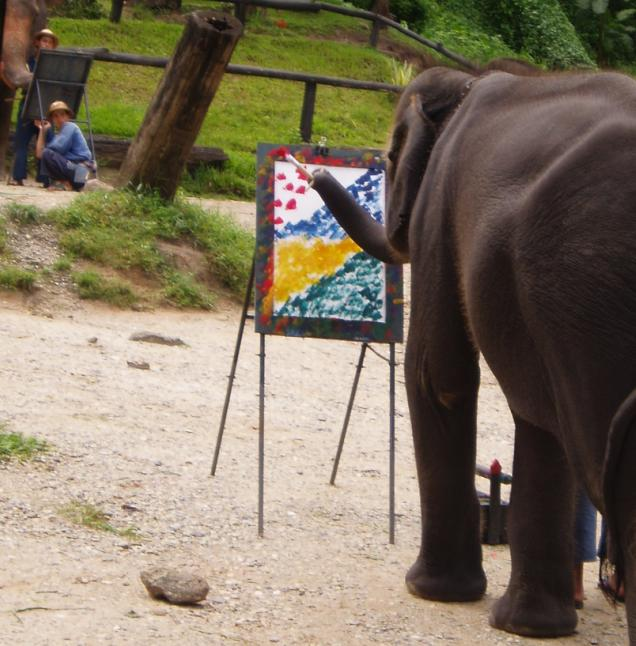
Słoń malujący obraz

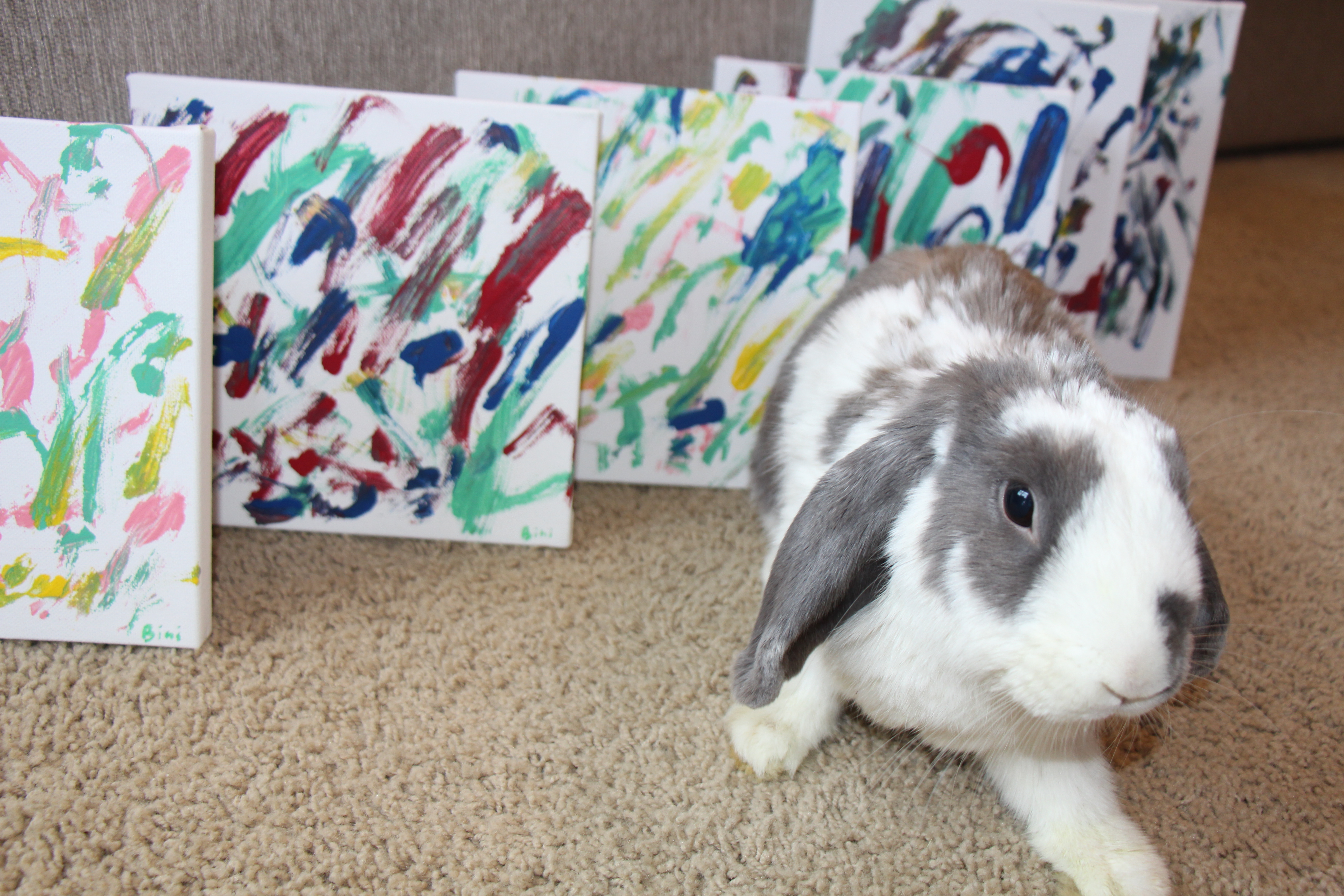
Królik domowy i jego dzieła

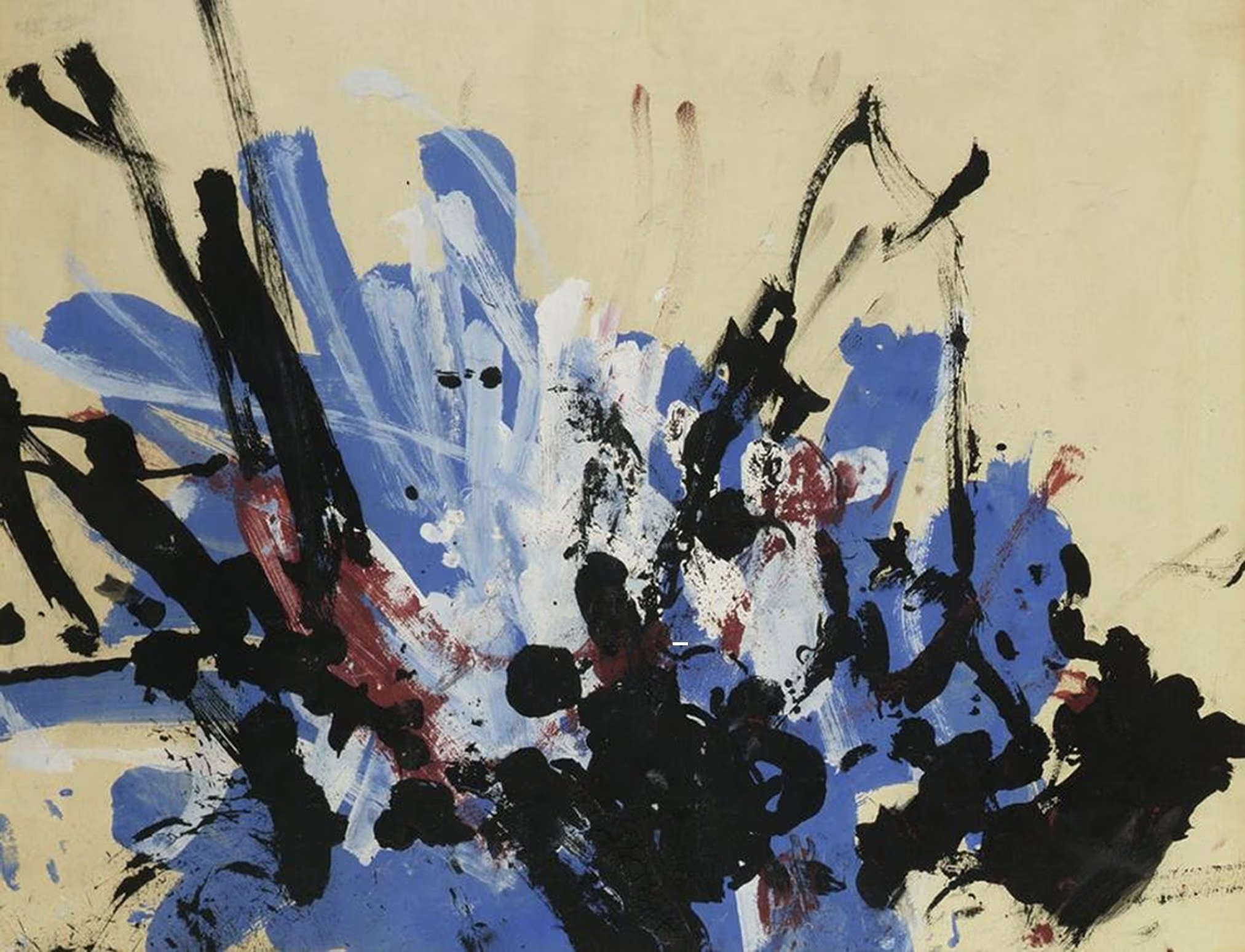
Obraz namalowany przez szympansa

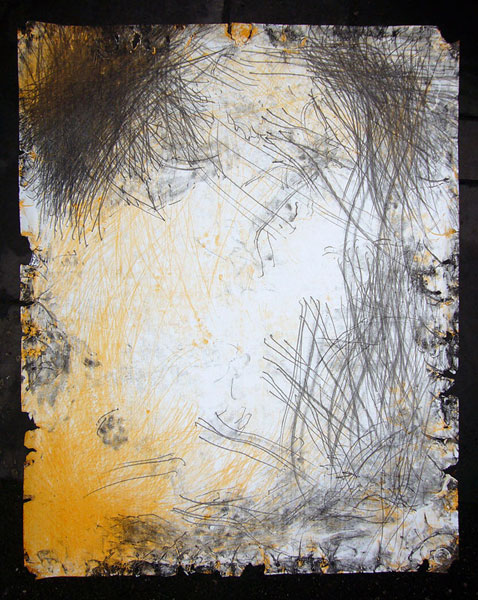
Obraz namalowany przez psa

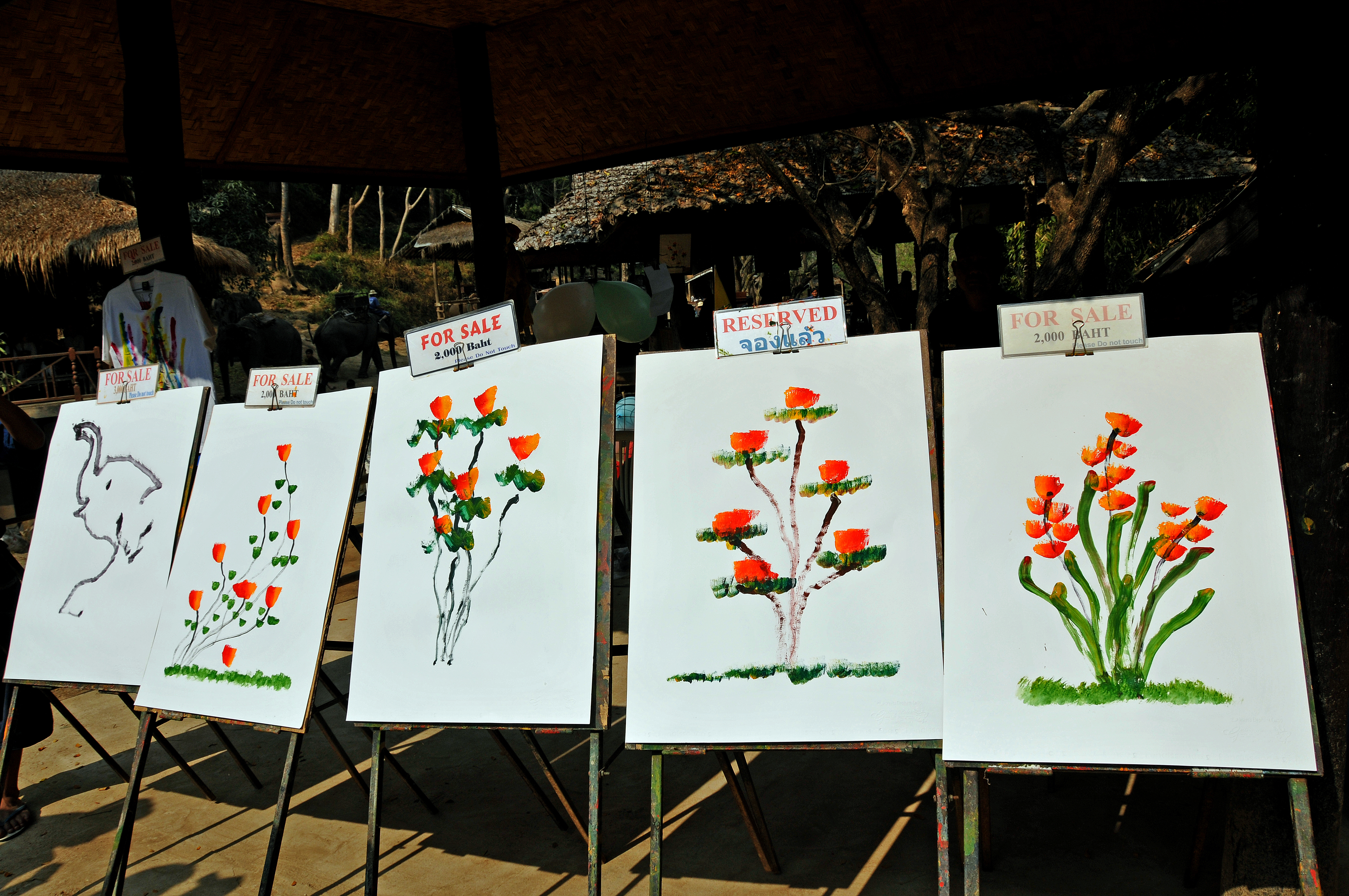
Obrazy namalowane przez słonie

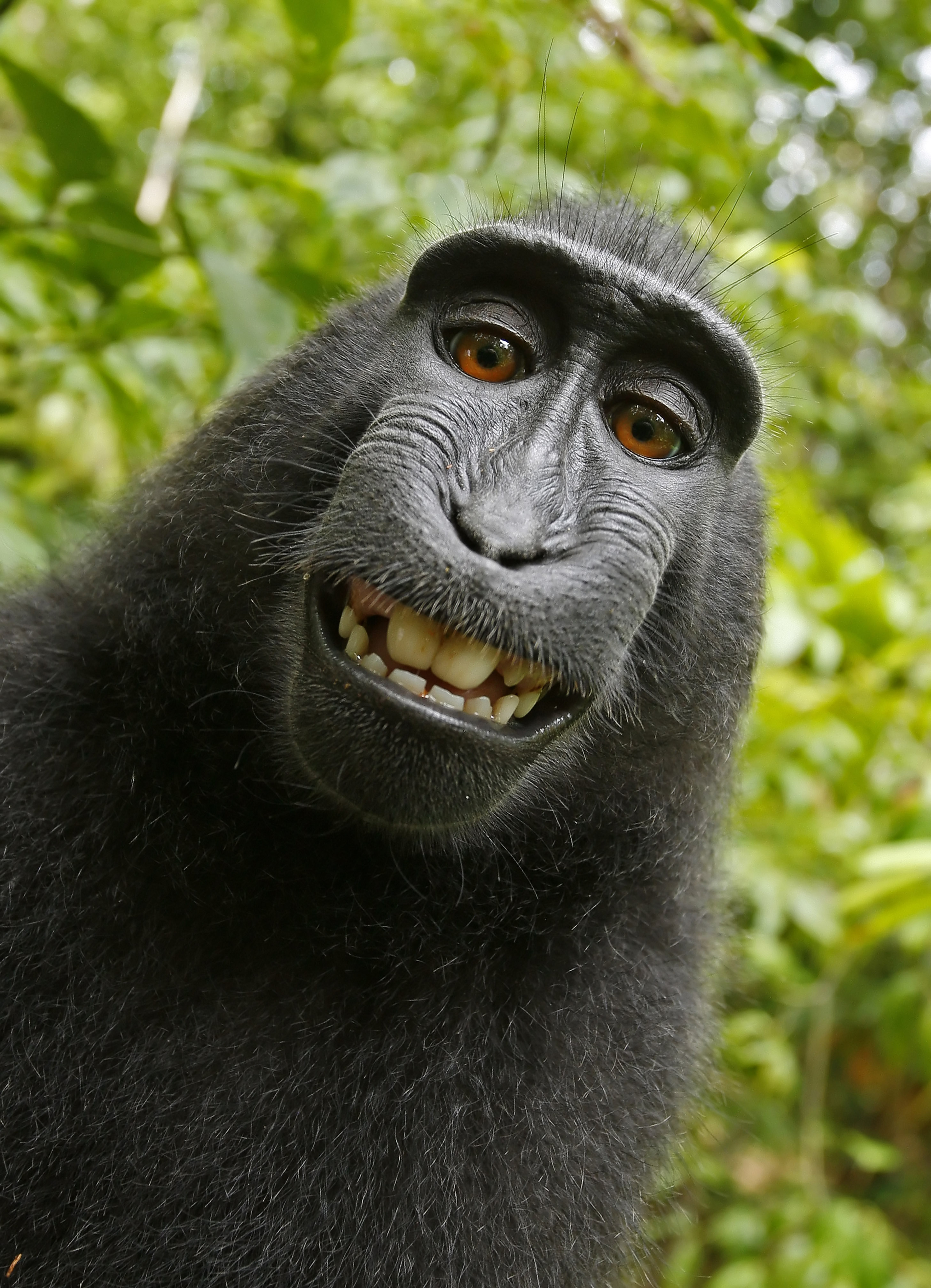
„Małpie selfie” w wykonaniu makaka czubatego

Sztuka tworzona przez zwierzęta – dzieło o cechach plastycznych lub rzadziej, dźwiękowych, stworzone przez zwierzęta, takie jak małpy, słonie, szczury, delfiny, ptaki i inne, zakwalifikowane jako sztuka przez człowieka. W ostatnich dziesięcioleciach dzieła stworzone przez zwierzęta mnożyły się i dały początek międzynarodowemu rynkowi, jednak ich uznanie jako „sztuki” jest ograniczone i bardzo kontrowersyjne. Zjawisko to ma konsekwencje prawne, etyczne i moralne, które nie są jeszcze dobrze poznane, i powoduje wykorzystywanie i znęcanie się nad zwierzętami.

## Historia
Od starożytności szereg myślicieli przyznawało, że twórczość zwierzęca poprzedza twórczość ludzką i że mogą one posiadać poczucie piękna i formy oraz predyspozycje do tworzenia dzieł. Demokryt posunął się nawet do stwierdzenia, że ludzkość uczyła się umiejętności naśladując zwierzęta, takich jak śpiew ptaków i tkanie sieci przez pająki, a za twórcę estetyki ewolucyjnej uznawany jest Charles Darwin, postulujący, że zwierzęta mają poczucie piękna i kojarzenia z sukcesem w doborze płciowym. W latach dwudziestych XX wieku Nadieżda Ładygina-Kots badała percepcję kolorów i kształtów u szympansów, zwracając uwagę na entuzjazm, z jakim rysowały ołówkiem i papierem. W latach czterdziestych Paul Schiller eksperymentował z szympansami, namawiając je do uzupełniania wzorów drukowanych na papierze i zaobserwował, że wyniki wykazały symetrię i zdolność kontrolowania kompozycji. To właśnie badania Desmonda Morrisa z malującym szympansem Kongiem, zainaugurowały debatę na ten temat. Po opublikowaniu książki Biologia sztuki (1962), podsumowującej jego doświadczenia, temat zyskał szeroki rozgłos, a Kongo stał się gwiazdą, tworząc około 400 prac. Według Morrisa twórczość szympansa charakteryzowała się spójnym wzorem linii, symetrią i doborem kolorów, i że podobnie jak ludzie, małpy również mają potrzebę wyrażania siebie estetycznie. Morris stwierdził, że wielkie małpy człekokształtne mogłyby, jeśli zostaną przeszkolone, tworzyć dzieła, które spełniałyby ważne kryteria sztuki konwencjonalnej, takie jak radość z działania, poczucie równowagi kompozycyjnej, kontrola nad techniką, zmienność kaligraficzna i tematyczna oraz optymalna heterogeniczność wewnętrzna. Na wolności nie udokumentowano zachowań artystycznych żadnego rodzaju małp, dlatego Kongo był przypadkiem pod każdym względem niezwykłym, a jego wyjątkowość nie miała sobie równych w żadnym innym przypadku malującego zwierzęcia. Za tworzenie dzieł nie otrzymywał nagród, nabrał znacznej pewności siebie i zaradności technicznej, jasno dawał znać o zakończeniu pracy i odmawiał kontynuowania jej nawet za zachętą, wyrażał wielką dezaprobatę, gdy praca została usunięta przed ukończeniem, wydając krzyki i agresywnie gestykulując, a jego twórczość wykazuje pewną ewolucję stylistyczną na przestrzeni czasu.
Mniej więcej w tym samym czasie Julian Huxley wysłał komunikat do magazynu Nature, w którym opisał aktywność goryla w London Zoo, który co najmniej trzykrotnie kreślił na ziemi zarys własnego cienia. W tamtym czasie Huxley spekulował, że może to dać wskazówki dotyczące pochodzenia ludzkiej sztuki. W tym samym czasie niektórzy artyści zaczęli włączać zwierzęta do spektakli, twierdząc, że udział zwierząt podnosi jakość przedstawienia, wprowadzając do dyskusji koncepcję sztuki jako interakcji społecznej, która niekoniecznie opiera się na szczególnej kreatywności, ale na prostych relacje między dwoma lub większą liczbą osób. Ta otwartość przyczyniła się do zakwestionowania niektórych tradycyjnych wymagań stawianych twórczości artystycznej. W latach 70. ekolog Jim Nollman stworzył piosenki z udziałem indyków i wielorybów. W latach 80. wiele ogrodów zoologicznych i instytucji zajmujących się ochroną przyrody znajdujących się w trudnej sytuacji finansowej zaangażowało się w kampanie mające na celu przekształcenie swoich zwierząt w artystów w celu gromadzenia funduszy poprzez reklamę.
Od tego czasu liczba artystów zajmujących się zwierzętami znacznie wzrosła. Pomimo bardzo słabych dowodów naukowych potwierdzających jej konceptualne poparcie oraz braku kontekstu historycznego i kulturowego począwszy od XXI wieku, legitymizacja sztuki tworzonej przez zwierzęta wzrosła i choć pozostaje to kontrowersyjne, niektóre środowiska artystyczne domagają się sformułowania estetyki nieantropocentrycznej, otwierają nowe obszary badań, wzmacniają związki estetyki z nauką i stawiają nowe pytania o funkcje sztuki i doświadczenia artystycznego. Autorzy tacy jak Winfried Menninghaus i Wolfgang Welsch wnieśli istotny wkład w estetykę ewolucyjną, znacznie poszerzając podstawy pozostawione przez Darwina. Niektóre wystawy tych dzieł w szanowanych muzeach i galeriach w różnych krajach również podważają długo zakorzenione koncepcje, argumentując, że przynajmniej niektóre gatunki zwierząt mają pewne wewnętrzne cechy, które można wyrazić w sztuce i są obdarzone szczególnymi umiejętnościami, które należy wziąć pod uwagę.
Przykładem może być wystawa zorganizowana w 2012 roku przez Grant Museum of Zoology and Comparative Anatomy w Londynie, prezentująca prace różnych zwierząt z ogrodów zoologicznych w Stanach Zjednoczonych i Tajlandii. Propozycja miała zachęcić zwiedzających do zadania pytania: „Czy sztuka zwierzęca jest sztuką? Innymi słowy, czy zwierzęta mogą być kreatywne?” Dla Jacka Ashby’ego, kustosza muzeum: „Zasadnicze pytanie to, czy to naprawdę sztuka. Podczas gdy słonie są szkolone do malowania w kółko tego samego, dzieła tworzone przez małpy są znacznie bardziej kreatywne i prawie nie do odróżnienia od abstrakcyjnej sztuki ludzi którzy używają podobnych technik. Sztukę małp często porównuje się do sztuki dwu-, trzyletnich dzieci”. Kurator Mike Tuck powiedział, że „chociaż jest całkiem jasne, że wszelkie pojęcie sztuki stworzonej przez zwierzęta jest pojęciem zasadniczo antropomorficznym, zaczyna ono rodzić bardzo interesujące pytania dotyczące natury sztuki ludzkiej”. Jednak Stefan St-Laurent, kurator innej wystawy, która odbyła się w Ottawie w 2009 roku, powiedział, że „dla mnie to ta sama stara historia. Właśnie znaleźliśmy nowy sposób wykorzystywania zwierząt, ukrywając to pod szlachetną sprawą” i dodał, że w pierwszej dekadzie XXI wieku międzynarodowy rynek sztuki zwierzęcej był wart około stu milionów dolarów. Niektóre dzieła zostały sprzedane po około 20 tysięcy dolarów za egzemplarz.
Wraz z obchodami 200. rocznicy urodzin Charlesa Darwina w 2009 roku i 150. rocznicą publikacji jego dzieła O powstawaniu gatunków (1859), wystawy i publikacje poświęcone sztuce zwierzęcej zaczęły gwałtownie się mnożyć. Prace autorstwa zwierząt zasilają obecnie rozwijający się rynek międzynarodowy.

## Metody tworzenia
Sztuka tworzona przez zwierzęta jest zawsze efektem współpracy zwierzęcia z jego opiekunem lub właścicielem. Ludzki współpracownik porządkuje materiały i zapewnia stymulację oraz sprzyjające środowisko. Niektóre zwierzęta przechodzą szkolenie w zakresie posługiwania się ołówkami, pędzlami i farbami. Innym razem farby nakłada się na papier lub płótno, a zwierzę rozprowadza pigment ciałem lub kończynami. Części jego ciała można zanurzyć w farbie, po czym zachęca się je do zaznaczenia podłoża. Ogólnie rzecz biorąc, człowiek interweniuje, dodając więcej farb, manipulując podłożem lub wywołując ruchy zwierzęcia w pożądanych kierunkach, aby uzyskać różne efekty wizualne. Niektóre zwierzęta z wieloletnią praktyką, po zaopatrzeniu w niezbędne materiały, potrafią przeprowadzić cały proces bez pomocy. Praca może być wykonana w ramach jednej lub kilku sesji ćwiczeń. 99% sztuki tworzonej przez zwierzęta to abstrakcja, ale niektóre słonie zostały wyszkolone do tworzenia prostych rysunków i obrazów, oraz do tworzenia „muzyki” za pomocą ksylofonów i bębnów.

## Kontrowersje
Oprócz silnej antropocentrycznej tradycji konceptualizacji artystycznej, problemy związane z akceptacją sztuki zwierzęcej są skomplikowane, ponieważ zwierzęta zawsze w jakiś sposób zależą od ludzi w zakresie tworzenia swoich dzieł, czy to poprzez dostarczanie materiałów, zachętę lub specjalne szkolenie. Dla wielu krytyków sztuka zwierzęca jest niczym innym jak efektem ukierunkowanego treningu i sprowadza się do mechanicznego zapisu aktywności ruchowej bez żadnego związku ze świadomością, wrażliwością, intencją czy właściwie wyobrażeniem artystycznym, a jeśli czasem wygląda jak dzieło ludzkich artystów, to przez przypadek. Zdaniem jednego z tych krytyków, Denisa Duttona, autora klasycznego dzieła The Art Instinct (2009), nazywanie sztuki zwierzęcej „sztuką czy proto-sztuką to niedopowiedzenie i brak zrozumienia, czym sztuka ludzka jest”. Historyk Thierry Lenain powiedział, że sztuka zwierzęca jest „ludzkim wynalazkiem” i chociaż dzieła zwierząt i ludzi mogą pozornie być prawie identyczne, „nigdy nie były i nie mogą być tym samym”.
Obserwuje się także, że artyści-zwierzęta są na ogół pozbawieni wolności, mimowolnie przemieniają się w artystów, poddawani są surowemu szkoleniu i maltretowaniu, aby sprostać oczekiwaniom swoich właścicieli, bardzo rzadko to oni decydują o ukończeniu dzieła. Ponadto nigdy nie decydują, czy produkt jest wystarczający lub nadaje się do handlu lub wystawy, a ich prace zawsze ostatecznie trafiają do ludzkiego systemu sztuki oraz rynku i służą ludzkim celom, ujawniając znacznie więcej ludzkich koncepcji i zainteresowań niż wewnętrzne życie zwierząt, dla którego sztuka nie miałaby sensu i celu, poza być może zabawowym aspektem tego procesu. Wydaje się, że niektóre zwierzęta lubią tę aktywność.
Ponieważ zwierzęta nigdy nie rozpoczynają produkcji bez zewnętrznego bodźca lub przymusu, zawsze ma miejsce pewien stopień znęcania się lub wykorzystywania zwierzęcia. Istnieją doniesienia, że wiele zwierząt zmuszano do wielogodzinnych ćwiczeń dziennie. Obecnie w Tajlandii i Indonezji istnieją prawdziwe „akademie” słoni, które na skalę przemysłową produkują dziesiątki tysięcy dzieł rocznie. Najstarszy, Maesa Elephant Camp w Tajlandii, działa od 2000 roku. Według informacji z obozu, słonie są trenowane delikatnie i uczą się w krótkim czasie, jednak zostało to zakwestionowane przez ekologiczną organizację pozarządową Born Free Foundation, która stwierdziła, że zwierzęta cierpią przez miesiące znęcania się, łącznie z pozbawieniem pożywienia i karami fizycznymi, dopóki nie nauczyły się malować. Sesje malarskie dokumentował przyrodnik Desmond Morris, który widział jak treser sprawuje nad zwierzęciem całkowitą kontrolę, kierując całą produkcją dzieła poprzez ciągnięcie słonia za ucho.
Istnieje szereg aspektów etycznych, moralnych i prawnych związanych z tworzeniem, wystawianiem i komercjalizacją dzieł sztuki wykonanych przez zwierzęta, które nie zostały jeszcze dobrze zbadane, obejmujących prawa zwierząt, formy leczenia, znęcanie się i cierpienie, prawa autorskie i inne. Dla Randy’ego Malamuda przekształcanie zwierząt w artystów to po prostu kolejny sposób, jaki ludzie odkryli na ich wykorzystywanie i oczernianie, odmawiając im nawet statusu zwierząt i niszcząc zrozumienie ich prawdziwej natury. Taka sztuka jest jedynie zamaskowanym sposobem szukania odkupienia za barbarzyńskie traktowanie zwierząt przez ludzi w ogóle. Wielu artystów wykorzystujących zwierzęta w swoich pracach wyraziło obawy, że często nawet najlepsze intencje nie wystarczą, aby zapobiec traktowaniu zwierząt jako zwykłych narzędzi.
Z kolei dla Jerzego Lutego i Micaeli Latini podstawowym pytaniem współczesnej estetyki jest to, czy da się „sztukę” zredefiniować tak, aby pojęcie porzuciło absolutny prymat standardu ludzkiego i mogło wchłonąć pracę zwierząt. Wymagałoby to porzucenia wielu przekonań, kategorii estetycznych i systemów wartości. Zdaniem Anny Małeckiej, „wśród dziedzin intelektualnej aktywności człowieka sztuka ma najdłuższą i najbardziej zaawansowaną tradycję przekraczania barier ustanowionych przez antropocentryzm filozoficzny, naukowy i religijny”. Zdaniem Kim Hendrickx cała kwestia ustalenia, czy to, co robią zwierzęta, jest naprawdę sztuką, jest błędnie ukierunkowana, a ponieważ zwierzęta zawsze potrzebują pomocy przy produkcji, dochodzenie powinno skierować się w stronę zbadania, w jaki sposób relacja między człowiekiem a zwierzęciem może rozwinąć się w nowe aspekty, oraz jaką może to skutkować przemianą dla obu stron, wskazując, że gdy zwierzęta są traktowane jako istoty inteligentne, badania dają inne wyniki niż wtedy, gdy nie są traktowane w ten sposób.
W przypadku zwierząt trzymanych w ogrodach zoologicznych praktykę artystyczną często postrzega się jako sposób na złagodzenie stresu związanego z zamknięciem oraz zapewnienie im aktywności i szczęścia. Docenienie sztuki zwierzęcej, jak zauważyła Jessica Ullrich, może prowadzić do uznania, że interakcje między ludźmi i zwierzętami rzeczywiście mają potencjał estetyczny, do uznania na szeroką skalę etycznych podstaw tych interakcji, a tym samym potencjalnie ulepszonego leczenia jakie zwierzęta na ogół otrzymują od ludzi, a także stworzenie narzędzia kwestionującego pychę związaną z ludzką wyższością. Dla Jane Desmond inną atrakcją dla konsumentów sztuki zwierzęcej jest możliwość nawiązania nieco bliskiego kontaktu ze zwierzętami, który w innym przypadku nie byłby możliwy, a także może być sposobem na przyczynienie się do projektów ochrony środowiska, ponieważ produkcja dzieł tworzonych przez zwierzęta, ma na celu finansowanie celów ekologicznych.

## Prawa autorskie
W 2011 roku fotograf przyrody David Slater udał się do Indonezji, aby zrobić zdjęcia makakom czubatym. Podczas przygotowań małpa uciekła z aparatem i zrobiła kilka zdjęć. Większość zdjęć nie nadawała się do użytku, chociaż niektóre były wyraźnymi zdjęciami małpy, które Slater później rozpowszechnił jako „małpie selfie”. Slater przesłał zdjęcia agencji Caters News Agency, zakładając, że jest autorem zdjęcia; Slater argumentował, że to jego praca i to on wpadł na pomysł, aby pozwolić makakowi bawić się kamerą. „Wiedziałem, że małpy najprawdopodobniej to zrobią, i przewidziałem to. Wiedziałem, że istnieje ryzyko, że małpy zrobią zdjęcie”. Zdjęcia trafiły do prasy i odbiły się szerokim echem. Jego roszczenie dotyczące praw autorskich zostało zakwestionowane przez blog Techdirt, w którym argumentowano, że zdjęcie znajduje się w domenie publicznej, ponieważ małpa nie jest osobą zdolną do posiadania praw autorskich, a Slater nie był w stanie zagwarantować sobie praw jako autor zdjęć, ponieważ nie uczestniczył w ich tworzeniu.
Zdjęcia zostały także przesłane na witrynę Wikimedia Commons, która akceptuje wyłącznie materiały objęte licencją na podstawie licencji wolnych treści, a ponieważ zdjęcia wykonało zwierzę, trafiły one do domeny publicznej. Slater złożył pozew, twierdząc, że zdjęcia są jego, i zażądał ich usunięcia, powołując się na brak pozwolenia, ale Wikimedia Foundation odmówiła usunięcia zdjęć. Mike Masnick opublikował na blogu Techdirt, że absurdem było żądanie przez Slatera usunięcia obrazów, biorąc pod uwagę fair use z amerykańskiego prawa autorskiego i że niezależnie od tego, kto je stworzył, nie posiada on praw.
Autor utworu artystycznego jest technicznie właścicielem wykonanego utworu. Analitycy własności intelektualnej Mary M. Luria i Charles Swan argumentują, że ani człowiek dostarczający sprzęt używany do stworzenia dzieła, ani człowiek będący właścicielem zwierzęcia (w stosownych przypadkach) nie może rościć sobie praw autorskich do dzieła zwierzęcia, ponieważ nie jest wytworem intelektualnym człowieka i prawa autorskie mogą uzyskać wyłącznie ludzie.